# نيري كا رع
نيريكاري، (بالإنجليزية: Nerikare). هو فرعون من الحضارة المصرية القديمة في عهد الأسرة 13، حكم خلال الفترة الانتقالية الثانية. ووفقًا لقول علماء علماء المصريات (كيم ريهولت، وداريل بيكر) كان الملك الثالث في الأسرة الثالثة عشر، حكم لفترة قصيرة في عام 1796 قبل الميلاد. بدلًا من يورغن فون بيكيراث يُرى نيريكاري الملك الثالث والعشرين من الأسرة 13، حامل لقب بعد سيهيتيبكاريه إنتف.